# Голконда (картина)
«Голконда» (фр. Golconde) — картина бельгийского сюрреалиста Рене Магритта, написанная масляными красками на холсте в 1953 году. Традиционно она хранится в Коллекции Менил, в Хьюстоне (штат Техас, США).
На картине изображены «дождь, идущий мужчинами», почти идентичными друг другу, одетыми в тёмные пальто и котелки. Создаётся различное впечатление о них: либо они падают, как капли дождя, либо плавают, как воздушные гелиевые шары, либо просто размещены в воздухе, поскольку никакого движения или перемещения не подразумевается. На заднем плане видны здания с красными крышами и преимущественно голубое небо с частичной облачностью, что подтверждает версию о том, что мужчины не «идут дождём». Они находятся на равном расстоянии друг от друга в решётке, обращённой к точке обзора и отступающей назад в ромбических слоях сетки.
Магритт сам жил в подобной пригородной среде и одевался таким же образом. Котелок является отличительной чертой большей части его работ, появляясь во множестве его картин, в частности в «Сыне человеческом».
Шарли Хершовичи, основатель Фонда Магритта, отмечал, что художник был очарован соблазнительностью образов. По его мнению, Магритт знал, что представления о вещах могут быть ложными. Таким образом, образы людей на картине — не люди, а просто их изображения, которым не нужно следовать никаким правилам. Хершовичи нашёл эту картину забавной, так как она также заставляет зрителя осознать ложность представленного на ней.
Одна из интерпретаций картины заключается в том, что Магритт демонстрирует границу между индивидуальностью и ассоциацией себя с группой, и как она размыта. Все мужчины на его холсте одеты одинаково, имеют одинаковую комплекцию тела, а также все они плавают или падают. Это заставляет зрителя смотреть на мужчин как на группу. В то же время если он рассмотрит каждого изображённого человека, то заметит, что тот может значительно отличаться от любой другой человеческой фигуры в «Голконде».
Здесь изображена толпа людей — разных людей. Когда вы думаете о толпе, вы ведь не думаете об индивидууме. Поэтому все люди одеты одинаково, как можно проще, чтобы проще было представить толпу (...) Голконда был богатым городом в Индии, нечто вроде чуда, а я считаю чудом, что могу на земле шагать по небу.
Как это часто бывало с произведениями Магритта, название «Голконда» было придумано его другом, поэтом Луи Скутенером. Голконда — древняя крепость в индийском штате Телингана, недалеко от Хайдарабада, который с середины XIV до конца XVII века был столицей одноимённого султаната. Слава, которую она приобрела, будучи центром легендарной алмазной промышленности в регионе, была такова, что её имя остаётся, согласно «Оксфордскому английскому словарю», «синонимом кладези богатства».
Магритт поместил на картину образ Скутенера — его лицо имеет большой человек у дымовой трубы, на правой стороне картины.